# 黑斯珀巴赫河
51°23′51″N 7°02′58″E / 51.397402°N 7.04958°E

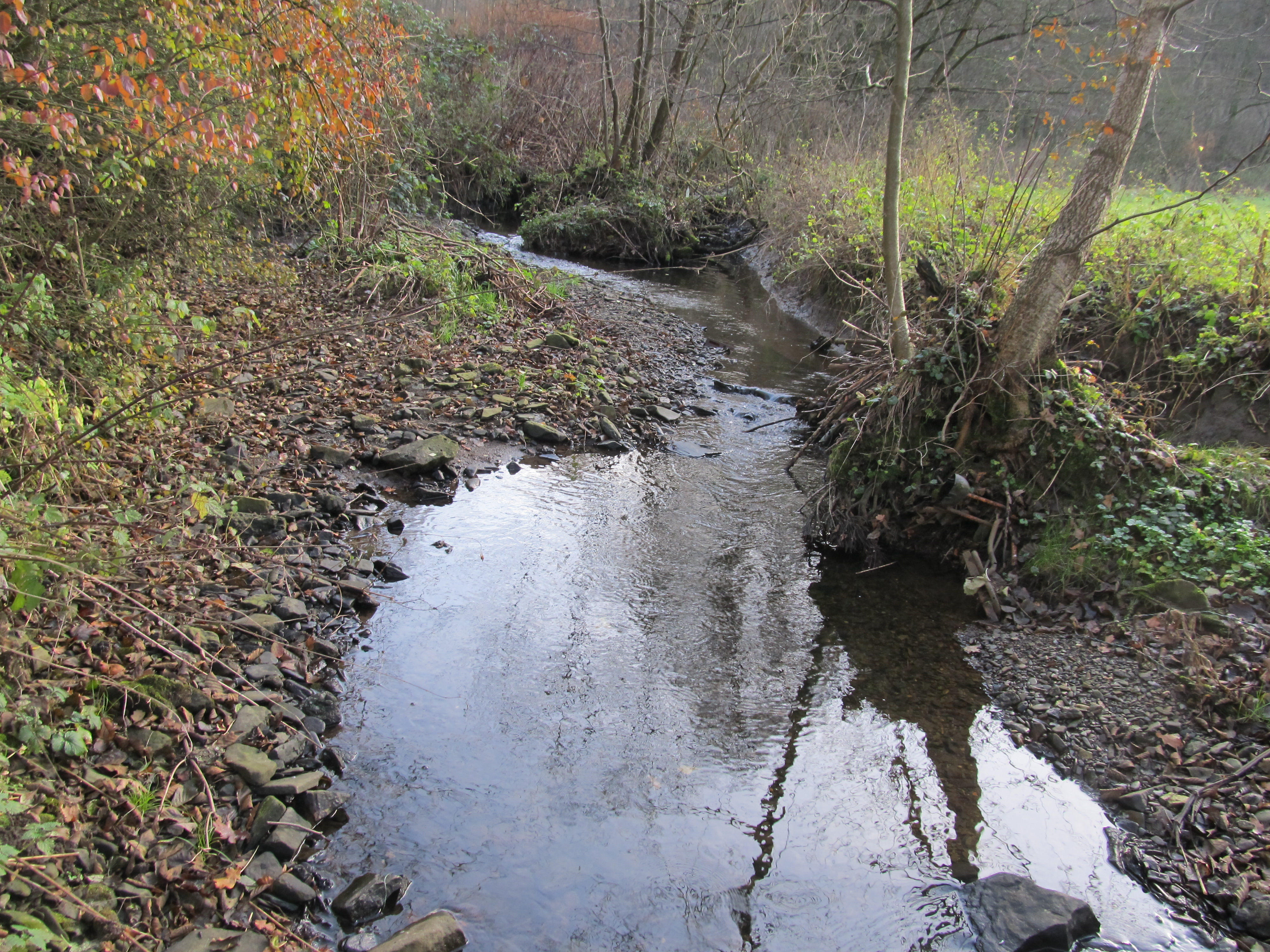

黑斯珀巴赫河（德語：Hesperbach）是德國的河流，位於該國西部，處於北萊茵-威斯特法倫州，屬於魯爾河的左支流，河道全長7.7公里，流域面積17.9平方公里。